# جون جي. وارويك
جون جي. وارويك (بالإنجليزية: John G. Warwick)‏ هو سياسي أمريكي، ولد في 23 ديسمبر 1830 في مقاطعة تيرون في المملكة المتحدة، وتوفي في 14 أغسطس 1892 في نيويورك في الولايات المتحدة. حزبياً، نشط في الحزب الديمقراطي. وقد انتخب عضو مجلس النواب الأمريكي.